# U-276
| U-276 | U-276 | U-276 |
| --- | --- | --- |
| U 276 | | |
| | | |
| Зображення підводного човна підтипу VIIC                                                                     | | |
| Верф | Bremer-Vulkan-Vegesacker Werft, Бремен-Вегесак                                                                     | Bremer-Vulkan-Vegesacker Werft, Бремен-Вегесак                                                                     |
| Під прапором                                                                                                 | Третій Рейх | Третій Рейх |
| Належність                                                                                                   | Крігсмаріне | Крігсмаріне |
| Порт приписки                                                                                                | Данциг Брест Гамбург Вільгельмсгафен                                                                               | Данциг Брест Гамбург Вільгельмсгафен                                                                               |
| Замовлення                                                                                                   | 10 квітня 1941 | 10 квітня 1941 |
| Закладений                                                                                                   | 24 лютого 1942 | 24 лютого 1942 |
| Спуск на воду                                                                                                | 24 жовтня 1942 | 24 жовтня 1942 |
| Введений до складу флоту                                                                                     | 9 грудня 1942 | 9 грудня 1942 |
| Виведений зі складу флоту                                                                                    | 29 вересня 1944 | 29 вересня 1944 |
| На службі | 1942—1944 | 1942—1944 |
| Загибель | 3 травня 1945 року пошкоджений ракетами британських винищувачів-бомбардувальників «Тайфун»; затоплений             | 3 травня 1945 року пошкоджений ракетами британських винищувачів-бомбардувальників «Тайфун»; затоплений             |
| Бойовий досвід                                                                                               | Друга світова війна Битва за Атлантику                                                                             | Друга світова війна Битва за Атлантику                                                                             |
| Проєкт | | |
| Тип ПЧ | середній торпедний ДПЧ                                                                                             | середній торпедний ДПЧ                                                                                             |
| Вартість | 4 714 000 ℛℳ | 4 714 000 ℛℳ |
| Основні характеристики                                                                                       | | |
| Швидкість (надводна)                                                                                         | 17,7 вузла (32,8 км/год)                                                                                           | 17,7 вузла (32,8 км/год)                                                                                           |
| Швидкість (підводна)                                                                                         | 7,6 вузла (14,1 км/год)                                                                                            | 7,6 вузла (14,1 км/год)                                                                                            |
| Робоча глибина занурення                                                                                     | 100 м | 100 м |
| Гранична глибина занурення                                                                                   | 220 м | 220 м |
| Дальність плавання                                                                                           | 135—174 км на швидкості 4 вузли (у підводному положенні) 11 470 км на швидкості 10 вузлів (у надводному положенні) | 135—174 км на швидкості 4 вузли (у підводному положенні) 11 470 км на швидкості 10 вузлів (у надводному положенні) |
| Екіпаж | 44—60 осіб | 44—60 осіб |
| Розміри | | |
| Довжина найбільша (по КВЛ)                                                                                   | 67,1 м | 67,1 м |
| Ширина корпусу найб.                                                                                         | 6,2 м | 6,2 м |
| Висота | 9,6 м | 9,6 м |
| Середня осадка (по КВЛ)                                                                                      | 4,74 м | 4,74 м |
| Водотоннажність надводна                                                                                     | 769 т | 769 т |
| Водотоннажність підводна                                                                                     | 871 т | 871 т |
| Силова установка                                                                                             | | |
| Дизель-електрична: 2 дизельних двигуни MAN M 6 V 40/46, 2 електродвигуни Siemens-Schuckert-Werke GU 343/38-8 | | |
| Гвинти | 2 | 2 |
| Потужність                                                                                                   | 2800—3200 к.с. (дизелі) 750 к.с. (електродвигуни)                                                                  | 2800—3200 к.с. (дизелі) 750 к.с. (електродвигуни)                                                                  |
| Озброєння | | |
| Артилерія | 1 × 88-мм палубна гармата SK C/35                                                                                  | 1 × 88-мм палубна гармата SK C/35                                                                                  |
| Торпедно- мінне озброєння                                                                                    | 4 носових і один кормовий ТА 14 торпед або 26 мін TMA                                                              | 4 носових і один кормовий ТА 14 торпед або 26 мін TMA                                                              |
| ППО | 1 × 37-мм зенітна гармата Flak M42 2 × 20-мм зенітні гармати FlaK 30                                               | 1 × 37-мм зенітна гармата Flak M42 2 × 20-мм зенітні гармати FlaK 30                                               |

U-276 — німецький середній підводний човен типу VIIC, що входив до складу Військово-морських сил Третього Рейху за часів Другої світової війни. Закладений 24 лютого 1942 року на верфі № 41 компанії Bremer-Vulkan-Vegesacker Werft у Бремен-Вегесакі. Спущений на воду 24 жовтня 1942 року. 9 грудня 1942 року корабель увійшов до складу 8-ї навчальної флотилії ПЧ ВМС нацистської Німеччини.

## Історія
U-276 належав до німецьких підводних човнів типу VIIC, найчисельнішого типу субмарин Третього Рейху, яких випущено 703 одиниці. Службу розпочав у складі 8-ї навчальної флотилії ПЧ, з 1 березня 1944 року переведений до бойового складу 1-ї флотилії, а з 1 липня 1944 року служив у складі 31-ї флотилії ПЧ. З 22 березня 1944 до 25 червня 1944 року U-276 здійснив 3 бойових походи у північну Атлантику, під час яких не потопив жодного судна.
29 вересня 1944 року човен був уражений у Нойштадті та використовувався як плавучий електричний генератор. 3 травня 1945 року підводний човен було пошкоджено під час ракетної атаки чотирьох британських винищувачів-бомбардувальників «Тайфун» 175-ї ескадрильї Королівських ПС. В результаті пошкодження його затопили пізніше того ж дня.

## Командири
- Оберлейтенант-цур-зее Юрген Тімме (9 грудня 1942 — 19 жовтня 1943)
- Капітан-лейтенант Рольф Борхерс (20 жовтня 1943 — 18 липня 1944)
- Капітан-лейтенант Гайнц Цварг (19 липня — 29 вересня 1944)